# Stearine Kaarsenfabriek Apollo

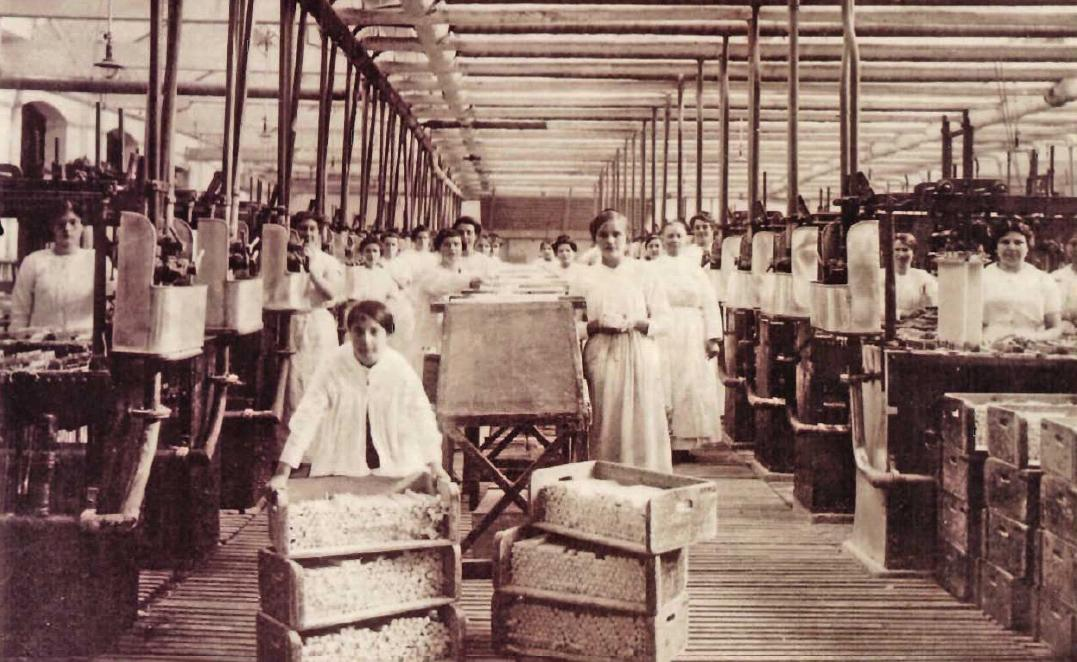
Stearine Kaarsenfabriek Apollo, rond 1920

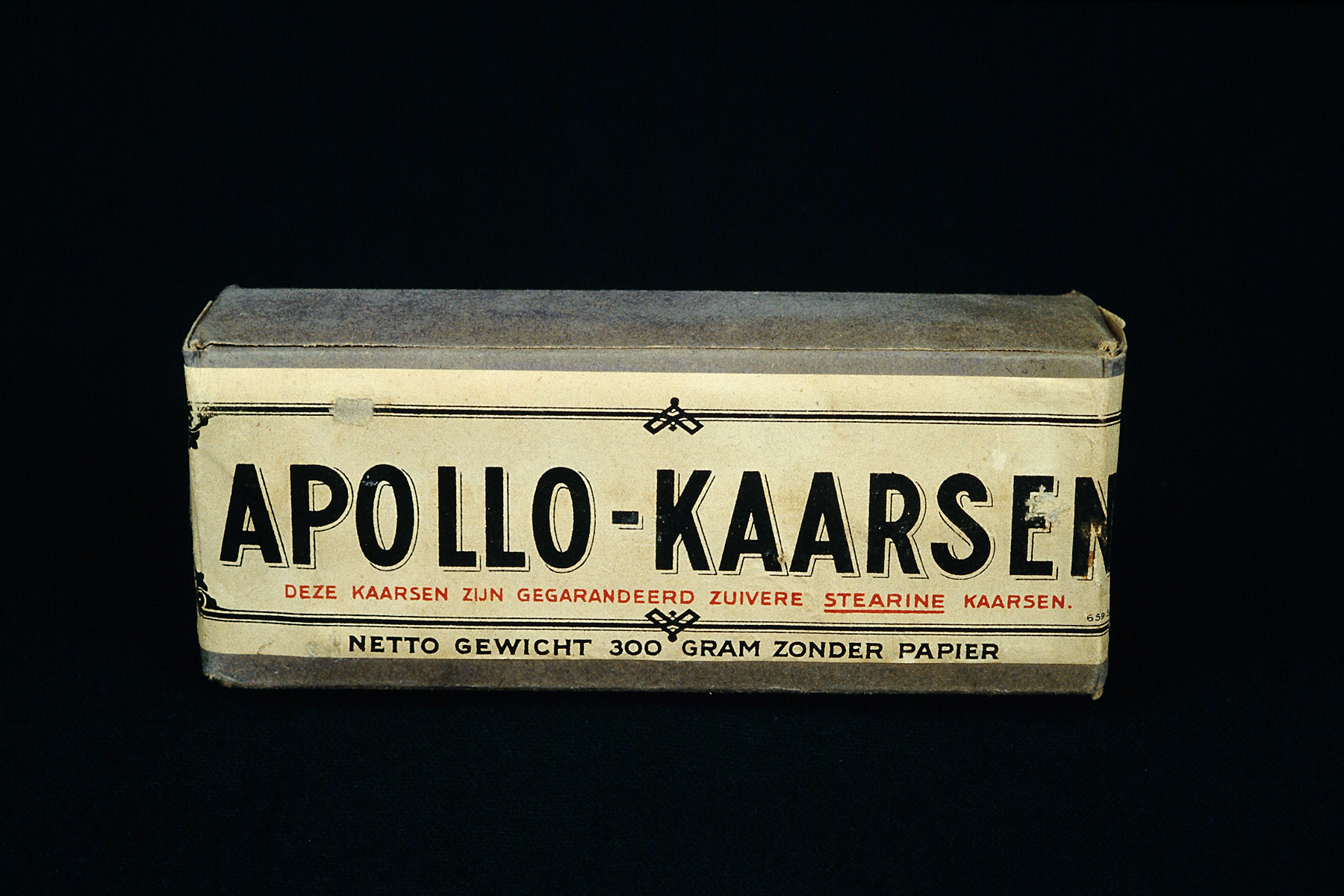
Pak kaarsen uit de Schiedamse fabriek

De N.V. Stearine Kaarsenfabriek "Apollo" was een fabriek van stearinekaarsen te Schiedam.
In 1865 werd in Schiedam aan de Maas een kaarsenfabriek opgericht, in 1868 omgezet in een nv Stearine Kaarsenfabriek Rotterdam. Deze ging al in 1869 ten onder en werd in 1870 overgenomen door een nv onder de naam Apollo. Eind 19e eeuw stond de onderneming onder leiding van P. C. A. Prins en G. C. Plate. Het bedrijf verwerkte de grondstoffen in eigen bedrijf en was verder ook grotendeels zelfvoorzienend met een gasfabriek, kistenmakerij constructiewerkplaats en smederij. Rond 1890 waren er ongeveer 450 arbeid(st)ers werkzaam.
In 1896 zal deze kaarsenfabriek een Nederlandse primeur hebben: meer dan de helft van de 300 vrouwelijke Schiedamse arbeiders van de fabriek, geleid door een stakingscomité bestaand uit Diena Vermeulen, Truitje Paardenkoper, Leentje Vredenbregt, Doortje van Lith, Toontje van Dijk, Neeltje Telle, Maria Polderdijk, Eva Ekeris, Anna de Zanger en M. Willemse, zal staken, teneinde gelijke betaling voor gelijke arbeid te verkrijgen. Daarmee zullen zij de eerste vrouwelijke Nederlanders zijn om als groep het werk neer te leggen. 
Ten gevolge van de economische crisis fuseerde deze in 1929 met zijn concurrent, de Stearine Kaarsenfabriek "Gouda" tot de N.V. Koninklijke Stearine Kaarsenfabriek Gouda-Apollo. De productie te Schiedam werd gestaakt en geheel naar Gouda overgebracht.
In 1983 kwamen de merknamen "Goudse kaarsen" en "Apollo-kaarsen" in handen van de Bolsius Groep en werd de productie daarvan van Gouda naar Waddinxveen verplaatst.

## literatuur
De Stearine-kaarsenfabriek Apollo te Schiedam, Handelsbelangen 1891, nr. 10, 8-9